# Sorokinella calamae
Sorokinella calamae är en svampart som beskrevs av J. Fröhl. & K.D. Hyde 2000. Sorokinella calamae ingår i släktet Sorokinella, ordningen disksvampar, klassen Leotiomycetes, divisionen sporsäcksvampar och riket svampar.   Inga underarter finns listade i Catalogue of Life.